# Непрезентативная теория
Непрезентативная теория (англ. Non-representational theory) — направление в социально-экономической географии, представленное в работах Найджела Трифта (англ.), Дьюсбери (J.D. Dewsbury) и др. В непрезентативной теории используется социальное учение для преодоления простой презентативности географических исследований. Дьюсбери описывает практику «очевидца» дающую возможность получения «знания без созерцания». Непрезентативная теория акцентирует внимание на самих практиках, а не на результатах этих практик, на том как человеческие и физические формации ведут себя, а не только того, каких результатов они достигают при этом. Методологической и концептуальной основой непрезентативной теории являются исследования Мишеля Фуко, Мориса Мерло-Понти, феноменологов и в частности Мартина Хайдеггера.